# Оберн (Нью-Гемпшир)
Оберн (англ. Auburn) — місто (англ. town) в США, в окрузі Рокінґгем штату Нью-Гемпшир. Населення — 5946 осіб (2020).

## Демографія
Згідно з переписом 2010 року, у місті мешкали 4953 особи в 1765 домогосподарствах у складі 1446 родин. Було 1814 помешкання
Расовий склад населення:
| - 97,1 % — білих - 0,8 % — азіатів - 0,4 % — чорних або афроамериканців - 0,2 % — корінних американців |

До двох чи більше рас належало 1,1 %. Частка іспаномовних становила 1,8 % від усіх жителів.
За віковим діапазоном населення розподілялося таким чином: 23,6 % — особи молодші 18 років, 67,0 % — особи у віці 18—64 років, 9,4 % — особи у віці 65 років та старші. Медіана віку мешканця становила 43,5 року. На 100 осіб жіночої статі у місті припадало 102,2 чоловіків;  на 100 жінок у віці від 18 років та старших — 102,1 чоловіків також старших 18 років.
Середній дохід на одне домашнє господарство  становив 122 753 долари США (медіана — 114 041), а середній дохід на одну сім'ю — 129 863 долари (медіана — 114 797). Медіана доходів становила 69 615 доларів для чоловіків та 57 227 доларів для жінок. За межею бідності перебувало 2,1 % осіб, у тому числі 1,9 % дітей у віці до 18 років та 4,8 % осіб у віці 65 років та старших.
Цивільне працевлаштоване населення становило 3300 осіб. Основні галузі зайнятості: освіта, охорона здоров'я та соціальна допомога — 23,4 %, фінанси, страхування та нерухомість — 14,7 %, науковці, спеціалісти, менеджери — 12,0 %.